# Еріх Пробст
Еріх Пробст (нім. Erich Probst, 4 грудня 1927, Відень — 16 березня 1988) — австрійський футболіст, що грав на позиції нападника, зокрема, за віденські клуби «Адміра» та «Рапід», а також національну збірну Австрії.
Чотириразовий чемпіон Австрії. Володар кубка Мітропи.

## Клубна кар'єра
У футболі дебютував 1945 року виступами за команду «Адміра» (Відень), в якій провів чотири сезони, взявши участь у 61 матчі чемпіонату. 
Протягом 1949—1950 років захищав кольори клубу «Ферст Вієнна».
Своєю грою за останню команду привернув увагу представників тренерського штабу клубу «Рапід» (Відень), до складу якого приєднався 1950 року. Відіграв за віденську команду наступні шість сезонів своєї ігрової кар'єри. У складі віденського «Рапіда» був одним з головних бомбардирів команди, маючи середню результативність на рівні 0,96 голу за гру першості.
Згодом з 1956 по 1961 рік грав у складі команд «Вупперталь», «Цюрих», «Аустрія» (Зальцбург) та «Зальцбургер».
Завершив професійну ігрову кар'єру у клубі «Ферст Вієнна», у складі якого вже виступав раніше. Прийшов до команди 1962 року, захищав її кольори до припинення виступів на професійному рівні у 1963.

## Виступи за збірну
1951 року дебютував в офіційних матчах у складі національної збірної Австрії. Протягом кар'єри у національній команді провів у її формі 19 матчів, забивши 18 голів.
У складі збірної був учасником чемпіонату світу 1954 року у Швейцарії, на якому команда здобула бронзові нагороди. Зіграв з Шотландією (1-0), забивши гол, Чехословаччиною (5-0), зробивши хет-трик, в чвертьфіналі зі Швейцарією (7-5), забивши гол, в півфіналі з ФРН (1-6), забивши гол і в матчі за третє місце з Уругваєм (3-1).
Помер 16 березня 1988 року на 61-му році життя.

## Титули і досягнення
- Чемпіон Австрії (4):

«Рапід» (Відень): 1950—1951, 1951—1952, 1953—1954, 1955—1956
- Володар кубка Мітропи (1):

«Рапід» (Відень): 1951
- Бронзовий призер чемпіонату світу: 1954